# Garcibuey
Garcibuey település Spanyolországban, Salamanca tartományban. Garcibuey Cilleros de la Bastida, Valero, Santibáñez de la Sierra, Molinillo, Miranda del Castañar, Villanueva del Conde és San Miguel del Robledo községekkel határos. Lakosainak száma 204 fő (2024).

## Népesség
A település népessége az elmúlt években az alábbi módon változott:
| Lakosok száma | 282  | 242  | 215  | 218  | 192  | 182  | 195  | 183  | 193  | 204  |
|               | 2001 | 2004 | 2007 | 2009 | 2012 | 2014 | 2017 | 2019 | 2022 | 2024 |